# A 50
A 50 är en passagerarvagn som trafikerades av VR åren 1989 till 2008. Vagnen har även namnet Klubbvagn. Vagnen är uppdelad i två avdelningar; ena halvan av vagnen är en kaféavdelning med ett trettiotal platser och ett kök, medan den andra har ett dansgolv. Endast ett exemplar av A 50 tillverkades. A är en littera som används av VR för vagnar som inte passar in i andra kategorier och som det oftast endast finns ett exemplar av. Dessa vagnar får sedan ett unikt nummer som identifierar dem, som 50.

## Historia
Vagnen var ursprungligen en Eikt-vagn, som var en serie av 17 vagnar med kombinerade passagerar- och kaféutrymmen. År 1989 byggdes passagerarutrymmet i en vagn, 23613, om till ett öppet dansgolv och användes i beställningstrafik och annan specialtrafik av VR. A 50 var en av de sista vagnarna i VR:s trafik som var av den äldre modellen av blåa stålkarossvagnar. Efter att ha trafikerat 19 år inom VR som klubbvagn så flyttades vagnen till Aitoneva i Kihniö, längs den idag övergivna Parkano–Kihniö-sträckan av Haapamäki–Björneborg-järnvägen. På den övergivna järnvägsväxelns spår förvarades vagnen tillsammans med två andra stålkarossvagnar för att eventuellt användas inom museitrafik av en privat aktör. Planen genomfördes dock aldrig och vagnarna spenderade ett årtionde övergivna i förfallning och utsatta för vandalisering. Merparten av klubbvagnens fönster hade söndrats, vagnens utsida hade spraymålats och rostat bort på flera ställen, och insidan hade stora mögelskador. År 2020 flyttades vagnarna med lastbil till ett sidospår i Haapamäki för att restaureras och eventuellt användas i museitrafik.